# 谷知子
谷知子（たに ともこ、1959年 - ）は、国文学者。フェリス女学院大学教授。博士（文学）。専門は中世和歌。

## 経歴・人物
徳島県名西郡鬼籠野村（現・神山町）出身。

1982年、大阪大学文学部国文学科卒業。

1989年、東京大学大学院博士課程単位取得退学。

1993年、フェリス女学院大学専任講師。

1995年、同大学助教授。

2002年、同大学教授。

2005年、「中世和歌とその時代」で博士（文学・東京大学）。

専攻は中世和歌。九条家、天皇家の和歌。和歌から天皇・皇后を論じる研究も行なっている。

## 著書
- 『かきやりし黒髪 恋歌への招待』フェリス女学院大学、2004年
- 『中世和歌とその時代』笠間書院、2004年
- 『和歌文学の基礎知識』角川選書、2006年
- 『天皇たちの和歌』角川選書、2008年
- 『百人一首 愛と生を紡ぐうた いまこそ詠みたい雅のことば』若松英美他漫画　PHP研究所〈クラシックcomic Cコミ〉、2009年

## 校注・編集
- 『和歌文学大系23 建礼門院右京大夫集／艶詞』明治書院、2001年。他は『式子内親王集』『俊成卿女集』
- 『百人一首（全） ビギナーズ・クラシックス 日本の古典』角川ソフィア文庫、2010年
- 『和歌文学大系60　秋篠月清集』明治書院、2013年。他は『明恵上人歌集』

## 参考
- 百人一首（全）著者紹介 - 紀伊國屋書店
- 研究者情報 - J-GLOBAL